# 拉坎德拉里亞縣

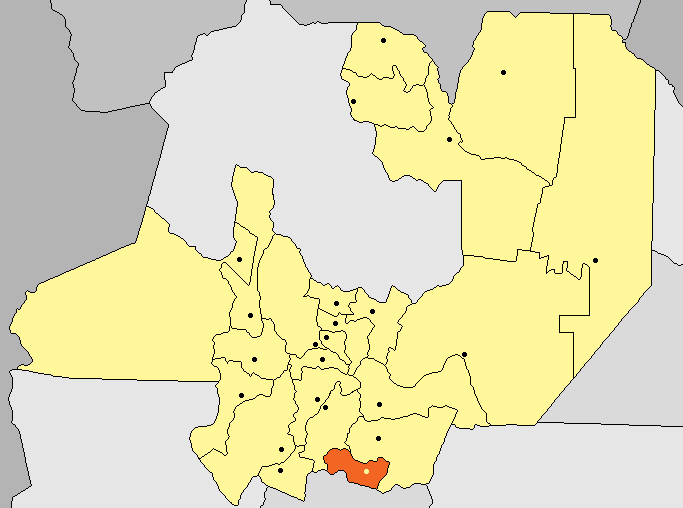

26°6′42″S 65°16′39″W / 26.11167°S 65.27750°W
拉坎德拉里亞縣（西班牙語：Departamento de La Candelaria），是阿根廷的縣份，位於該國西北部薩爾塔省，首府設於坎德拉里亞，面積1,525平方公里，2010年人口5,704，人口密度每平方公里3.74人。